# Herbert Rittberger
Herbert Rittberger (16 mei 1949) is een Duits voormalig motorcoureur. Hij is viervoudig Grand Prix-winnaar in het wereldkampioenschap wegrace.

## Carrière
Rittberger maakte zijn internationale motorsportdebuut in 1971, toen hij uitkwam in de 50 cc-klasse van het wereldkampioenschap wegrace tijdens de Grand Prix van Duitsland op een Kreidler. In 1973 reed hij zijn eerste volledige seizoen in de klasse, eveneens voor Kreidler. Hij eindigde in iedere race in de top 10, met een vierde plaats in zijn thuisrace als hoogtepunt. Met 22 punten werd hij zesde in de eindstand. Ook reed hij voor Yamaha in twee races van het WK 125 cc, waarin een negende plaats in Duitsland zijn beste klassering was.
In 1974 kende Rittberger op een Kreidler een succesvol seizoen in het WK 50 cc. In de TT van Assen wist hij zijn eerste Grand Prix-zege te behalen. Vervolgens stond hij in Zweden, Joegoslavië en Spanje op het podium. Met 65 punten werd hij achter Henk van Kessel tweede in het kampioenschap. In het WK 125 cc reed hij twee races voor Yamaha, waarin hij niet aan de finish kwam. In 1975 behaalde hij in de 50 cc een enkel podium in de TT van Assen en werd zo met 31 punten vijfde in de eindstand. In de 125 cc reed hij zijn laatste twee races, waarin hij wederom niet finishte.
In 1976 beleefde Rittberger zijn meest succesvolle seizoen in het WK 50 cc. Hij won de seizoensopener in Frankrijk en voegde hier in België een tweede zege aan toe. Daarnaast stond hij in Joegoslavië, Assen, Duitsland en Spanje op het podium. Met 76 punten werd hij tweede in het klassement, met negen punten achterstand op kampioen Ángel Nieto. In 1977 behaalde hij in de seizoensopener in Duitsland zijn laatste overwinning. Ook in Assen en België stond hij op het podium. Met 53 punten werd hij achter Nieto, Eugenio Lazzarini en Ricardo Tormo vierde in de rangschikking.
Na het seizoen 1977 beëindigde Rittberger zijn motorsportcarrière. Vervolgens ging hij aan de slag als mechanicus en zorgde in deze functie met name voor de WK-motorfietsen van Zündapp. Daarbij verleende hij vooral steun aan Stefan Dörflinger, de twee keer wereldkampioen werd.